# Ласо, Педро Луис
Пе́дро Лу́ис Ласо Игле́сиас (исп. Pedro Luis Lazo Iglesias; 15 апреля 1973, Пинар-дель-Рио) — кубинский бейсболист, двукратный чемпион и серебряный призёр Олимпийских игр. Самый титулованный бейсболист в истории Олимпиад.

## Карьера
Обладатель четырёх медалей Олимпийских игр — с 1996 по 2008 год, когда бейсбол был исключён из олимпийской программы.
В 2010 году завершил спортивную карьеру.
Четырёхкратный чемпион мира и обладатель двух серебряных медалей первенства.